# Пасечник, Митрофан Васильевич
Митрофан Васильевич Пасечник (17 июня 1912, Жирковка — 8 ноября 1996) — советский и украинский физик, академик АН УССР (1961).

## Биография
Родился в селе Жирковка (ныне Полтавская область). Окончил Полтавский институт социального воспитания (1931).
В 1932—1940 и 1946—1970 работал в Институте физики АН УССР (в 1949—1965 — директор). С 1970 работал в Институте ядерных исследований АН УССР (в 1970—1973 — директор). В 1947—1960 — также заведующий кафедрой ядерной физики Киевского университета.

## Научная работа
Работы посвящены ядерной физике, физике реакторов, металлофизике, истории и методологии физики. Изучал структуру сплавов и защитных слоев методами электронографии, взаимодействие нуклонов низких и средних энергий с атомными ядрами.
Осуществил комплекс исследований взаимодействия быстрых и медленных нейтронов с ядрами, связанных с созданием реакторов на быстрых нейтронах, получил данные, свидетельствующие о существовании изотоп-спиновых и оболочечных эффектов в сферических и деформированных ядрах. Совместно с другими открыл в упругом рассеянии протонов изотопические эффекты. Выполнил цикл работ по определению нейтронных констант и радиационной стойкости основных конструкционных материалов ядерных реакторов.